# حور شبه لبدي
حور شبه لبدي (الاسم العلمي:Populus pseudotomentosa) هو نوع هجين من النباتات يتبع جنس الحور من الفصيلة الصفصافية.